# Flemish Cap

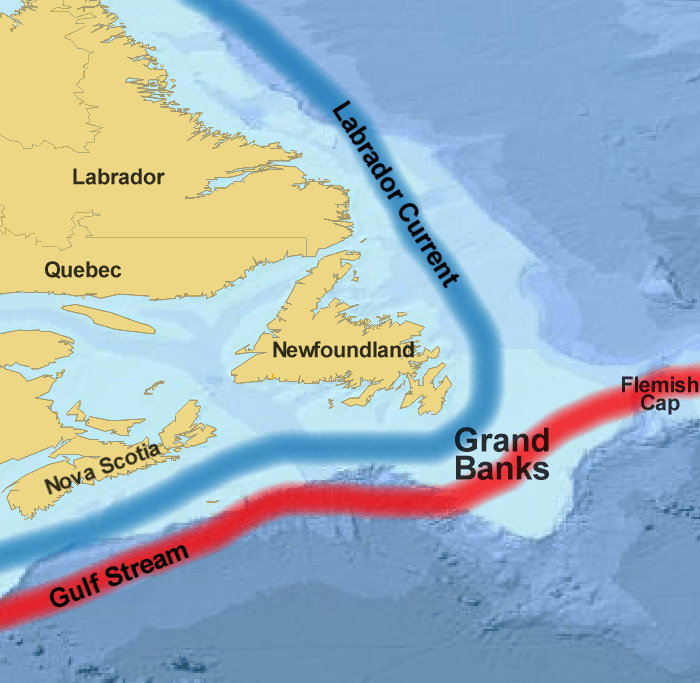
Mapa pokazująca Flemish Cap na prawym skraju

Flemish Cap (ang. flamandzka pokrywa) – obszar płytkich wód na północnym Atlantyku, na wschód od Labradoru i Nowej Fundlandii. Zajmuje obszar około 42 000 km², a głębokość waha się od 122 do 700 m. Jest cieplejszy i głębszy od pobliskiego Grand Banks.
Flemish Cap jest obszarem mieszania się zimnych wód Prądu Labradorskiego i ciepłych Prądu Północnoatlantyckiego, co tworzy charakterystyczną cyrkulację wody zgodnie z ruchem wskazówek zegara.
Wody Flemish Cap znane są jako doskonałe łowisko, obfitujące w halibuty, mieczniki, krewetki, przegrzebki i inne gatunki. Wody leżą poza wodami przybrzeżnymi Kanady, co czyni je międzynarodowym łowiskiem. W ostatnich latach można było zaobserwować objawy przełowienia, szczególnie śledzia i niegładzicy.
Flemish Cap pojawił się w filmie Wolfganga Petersena Gniew oceanu z 2000 roku. Kapitan Billy Tyne (George Clooney) i jego załoga mieli tam doskonały połów mieczników.